# Hautamäki
A Hautamäki finn családnév.

## Híres Hautamäki nevű személyek
- Erkki Hautamäki (1930) finn történész
- Juha Hautamäki (1982) finn motorversenyző
- Jussi Hautamäki (1979) finn síugró
- Matti Hautamäki (1981) finn síugró